# Johannes Mönter
Johannes Mönter (* 26. Februar 1947 in Laer; † 4. September 2012 in Bad Laer) war ein Apotheker und Gründer der Versandapotheke Sanicare.

## Leben
Johannes Mönter wuchs als mittlerer von drei Brüdern auf dem Bauernhof seiner Eltern in Laer auf. Nach der Schulzeit auf einem katholischen Internat studierte er Pharmazie in Erlangen. 1975 übernahm er die Elch-Apotheke im damals ländlichen Laer, das im gleichen Jahr Kurort wurde. 1981 übernahm er die Sonnen-Apotheke in Versmold. Später kam noch die Sanicare-Apotheke in Bethel (Bielefeld) dazu. Damit war die damals vom Gesetz erlaubte Zahl an Apotheken im Besitz eines Apothekers erreicht. Bis 1983 schloss er Versorgungsverträge mit zwölf Krankenhäusern ab und belieferte diese mit Arzneimitteln, 1990 waren es bereits 18 Kliniken. 25 pharmazeutische Fachkräfte wurden beschäftigt.
Nachdem er die Elch-Apotheke seiner Ehefrau Marlies übertragen hatte, gründete Mönter 1998 die Sanicare-Apotheke in Bad Laer, aus der ab 2004 ein großer Online-Apothekenversand wurde. Diese übernahm die Krankenhausversorgung der Elch-Apotheke mit 25 Krankenhäusern. 1999 wurde der Lager- und Logistikbereich gebaut. Ca. 50 Mitarbeiter wurden zu der Zeit in der Sanicare-Apotheke beschäftigt. Die Apotheke begann die mittlerweile 30 Kliniken zusätzlich mit Wirtschafts- und Verwaltungsbedarf zu beliefern und installierte ein Online-Bestellsystem für Krankenhäuser.
So war das Unternehmen gut aufgestellt, als am 1. Januar 2004 in Deutschland Versandapotheken erlaubt wurden. Dafür hatte er zusammen mit seinem Kollegen Heinz-Peter Fichter („Apotal“) aus Bad Rothenfelde Lobbyarbeit geleistet. 2012 starb Johannes Mönter. Seine Erben stellten einen Nachlassinsolvenzantrag. Das Unternehmen Sanicare existiert heute noch (Stand: 2023).
Im Jahr 1998 hatte er mit Geschäftspartnern das Gesundheitszentrum Bad Laer errichtete und gleichzeitig die gemeinnützige „Gesundheitszentrum Bad Laer Stiftung zur Förderung des Gesundheitswesens“ gegründet, welche auf dem Gebiet der Gesundheitspflege fördernd und operativ tätig ist. Aufgabe der Stiftung ist die Unterstützung derjenigen, die nicht durch die Kostenträger unterstützt werden.